# Carphania fluviatilis
Famille
Genre
Espèce
Carphania fluviatilis, unique représentant du genre Carphania et  de la famille des Carphaniidae, est une espèce de tardigrades. 

## Distribution
Cette espèce est endémique d'Italie. 

## Publications originales
- Binda & Kristensen, 1986 : Notes on the genus Oreella (Oreellidae) and the systematic position of Carphania fluviatilis Binda, 1978 (Carphanidae fam. nov., Heterotardigrada). Animalia (Catania), vol. 13, no 1/3, p. 9-20.
- Binda, 1978 : Risistemazione di alcuni tardigradi con l'istituzione di un nuovo genere di Oreellidae e della nuova famiglia Archechiniscidae. Animalia (Catania), vol. 5, no 1/3, p. 307-314.